# JK Delfin Tivat
Jedriličarski klub Delfin iz Tivta prvi je jedriličarski klub osnovan u Crnoj Gori. Utemeljen je 1951. godine, kad nosi naziv Pomorsko-brodarsko društvo Delfin. Od tada do danas jedriličari Delfina sudjelovali su na brojnim regatama, te osvojili u europskim i svjetskim okvirima relevantna priznanja.

## Jedriličari Delfina
U klub je danas učlanjeno oko dvije stotine jedriličara različitih životnih dobi i zanimanja, a sve ih vezuje ljubav za jedrilice i druženje s mediteranskim vjetrovima.

## Vanjske poveznice
- JK Delfin  Arhivirana inačica izvorne stranice od 23. siječnja 2009. (Wayback Machine)